# Gremlis Arvelo
Gremlis Arvelo (* 21. August 1996 in Maracay) ist eine venezolanische Tischtennisspielerin. Sie nahm von 2012 bis 2016 an vier Weltmeisterschaften sowie an den Olympischen Spielen 2016 teil.

## Werdegang
Gremlis Arvelo war bei den Weltmeisterschaften 2012, 2013, 2015 und 2016 vertreten, kam da jedoch nie in die Nähe von Medaillenrängen.
Im April 2016 erreichte sie eine gute Platzierung beim lateinamerikanischen Olympiaqualifikationsturnier in Santiago de Chile (8 Siege, 2 Niederlagen). Dadurch sicherte sie sich die Teilnahme am Einzelwettbewerb der Olympischen Spiele 2016 in Rio de Janeiro. Hier schied sie in der ersten Runde gegen die Amerikanerin Lily Zhang aus.